# Ansonica
Die Weißweinsorte Ansonica ist eine sizilianische Sorte mit leicht nussigem Aroma, die dort im Allgemeinen unter dem Namen Insolia (sizilianisch: Inzolia) firmiert. Im Westen von Sizilien wird sie neben den Sorten Catarratto Bianco comune und Catarratto Bianco lucido als Bestandteil in trockenen Weißweinen und dem Marsala verwendet. Dabei verleiht sie den Weinen ein intensiveres Aroma. Die Sorte ergibt strohgelbe, blassfarbige Weine, die auch als Grundprodukt zur Herstellung von Vermouth verwendet werden.
Unter dem Namen Ansonica wird sie auch in der Toskana und auf der Insel Elba angebaut.
In Sizilien wird die Sorte auch als Tafeltraube verwendet. Da die Trauben den Transport jedoch nicht überstehen, ohne Schaden zu nehmen, beschränkt sich diese Verwendung nur auf den lokalen Verbrauch. Ansonica ist eine Varietät der Edlen Weinrebe (Vitis vinifera).
Die Rebsorte Ansonica ist in den italienischen DOC Weinen Ansonica Costa dell’Argentario, Bivongi bianco, Contea di Sclafani Ansonica o Insolia, Contea di Sclafani bianco, Contessa Entellina Ansonica, Contessa Entellina Ansonica vendemmia tardiva, Contessa Entellina bianco, Delia Nivolelli Inzolia, Elba Ansonica, Maremma Toscana, Menfi Feudo dei Fiori, Menfi Insolia o Ansonica, Menfi bianco, Sambuca di Sicilia bianco, Santa Margherita di Belice Ansonica, Santa Margherita di Belice bianco und Sciacca Inzolia zugelassen. Die bestockte Rebfläche betrug 2016 in Italien ca. 4.740 Hektar. Kleine Bestände werden in Tunesien zur Herstellung von Rosinen genutzt.

## Synonyme
Synonyme der Sorte lauten Amsonica, Ansolia, Ansolica, Ansoliku, Ansonica Bianca, Ansora, Ansoria, Ansorica, Anzonaka, Anzonica, Anzulu, Arba Solika, Erba Insolika, Inselida, Insolia, Insolia di Palermo, Insora, Inzolia, Inzolia Parchitana, Njolia, Nsolia, Nsuolia, Nzolia, Nzolia Bianca, Nzolia di Lipari, Nzolia di Palermo, Soria, Uva del Giglio, Zolia Bianca.